# Мартин Лутер
Вижте пояснителната страница за други личности с името Мартин Лутер.
Ма̀ртин Лутер (на немски: Martin Luther) е немски духовник и теолог, който поставя началото на протестантската Реформация. Енергичен опонент на възгледа, че освобождаването от божието наказание за греховете може да бъде откупено с пари, той се противопоставя на продавача на индулгенции Йохан Тецел със своите „95 тезиса“ от 1517 година. Отказът му да се отрече от тях по искане на папа Лъв X през 1520 година и на император Карл V по време на Вормската диета през 1521 година довежда до неговото отлъчване от папата и до обявяването му извън закона от императора.
Лутер проповядва, че спасението не се печели с добри дела, а се получава като безплатен дар от Божията благодат чрез вярата в Исус Христос като изкупител на греховете. Неговата теология оспорва авторитета на папата на Римокатолическата църква, настоявайки че Библията е единственият източник на божествено разкрито познание. Той се противопоставя и на изключителното посредничество на духовенството между миряните и Бог, смятайки всички кръстени християни за свещеници. Последователите на учението на Лутер се наричат лутерани.
Мартин Лутер превежда Библията на говоримия немски език, вместо традиционната латинска версия, което я прави по-широко достъпна и оказва огромно влияние върху църквата и цялата германска култура. Издаването на Лутеровата Библия насърчава формирането на стандартна форма на немския език, въвежда някои принципи в теорията на превода и оказва влияние върху последвалите преводи на Библията на други говорими езици. Химните на Лутер се отразяват на развитието на църковното пеене, а бракът му с Катарина фон Бора става образец за практиката протестантските свещеници да се женят, противно на католическите правила.
Към края на живота си Мартин Лутер заема крайно антисемитски позиции, обявявайки се за разрушаване на домовете на евреите, изгаряне на синагогите, конфискуване на парите им и ограничаване на свободите им. Тези възгледи правят Лутер силно противоречива фигура за мнозина съвременни историци и теолози.

## Биография

### Ранни години
Мартин Лутер е роден в семейството на Ханс Лудер и неговата съпруга Маргарете (родена Линдеман) на 10 ноември 1483 година в Айслебен, част от малкото графство Мансфелд в Свещената Римска империя. Той е кръстен като католик на следващата сутрин, на празника на свети Мартин от Тур. На следващата година семейството се премества в Мансфелд, където бащата е концесионер на мини и леярни за мед и е един от четиримата представители на градското съсловие в местния съвет. Макар по-късно противниците на Лутер да описват майка му като проститутка и помощничка в баня, в действителност тя е средно заможна представителка на търговското съсловие. Мартин Лутер има няколко братя и сестри и изглежда е сравнително близък с един от тях, Якоб.
Ханс Лутер има амбицията Мартин, неговият най-голям син, да стане юрист. Той го изпраща в латинското училище в Мансфелд, през 1497 година – в Магдебург, а през 1498 година – в Айзенах. И трите училища наблягат на класическия тривиум – граматика, реторика и логика. По-късно самият Лутер сравнява този период от образованието си с чистилище и ад. През 1501 година, деветнадесетгодишен, той постъпва в Ерфуртския университет, който по-късно описва като бирария и бардак. Обучението там изисква ставане в четири сутринта за „ден на механично наизустяване и чести изтощителни духовни упражнения“. Лутер получава магистърската си степен през 1505 година.
Според желанието на баща си, през същата година Мартин Лутер се записва в правната школа на Ерфуртския университет, но се отказва почти веднага, недоволен от неустановеността на правната наука. Търсейки устойчиви възгледи за живота, той е привлечен към теологията и философията, като проявява особен интерес към Аристотел, Уилям Окам и Габриел Бил. Силно влияние му оказват двамата му преподаватели, Бартоломеус Арнолди фон Узинген и Йодокус Трутфетер, които го учат да се съмнява дори в най-великите мислители и да проверява всичко чрез собствения си опит. Философията се оказва незадоволителна за Лутер, който смята, че Бог не е познаваем по разумен път, а само чрез божественото разкриване, което насочва интереса му към Библията.

### Академична кариера
Лутер решава да стане монах, след като, според собствения му разказ, на 2 юли 1505 година близо до него пада мълния, предизвикала ужас от смъртта и божия съд. Той напуска правната школа, разпродава книгите си и на 17 юли постъпва в затвореното августинско братство в Ерфурт. Негови приятели смятат, че решението за постъпване в манастира е продиктувано от скръбта на Лутер след смъртта на двама приятели. Баща му остава много недоволен от решението му, смятайки, че по този начин Мартин Лутер е пропилял образованието си.
След постъпването си в Августинския орден Мартин Лутер се отдава на монашески живот – постене, продължителни молитви, поклонничество и чести изповеди. По-късно той отбелязва, че „ако хората могат да отидат в рая, заради това, че са монаси, то аз определено бих бил един от тях“. Лутер описва този период от живота си като дълбоко духовно отчаяние. Той казва: „Изгубих досег с Христос Спасителя и Утешителя и го превърнах в тъмничар и палач на бедната ми душа“.
През 1507 година той е ръкоположен, а на следващата година вече преподава теология във Витенбергския университет. На 9 март 1508 година получава бакалавърска степен по библеистика, а на следващата година – още една бакалавърска степен върху „Сентенции“ на Пиетро Ломбардо. На 19 октомври 1512 година Лутер става доктор по теология, а два дни по-късно става член на сената на теологическия факултет на Витенбергския университет. До края на академичната си кариера той остава на този пост.

### Начало на Реформацията
На 31 октомври 1517 г. на вратата на Дворцовата църква във Витенберг Лутер окачва списък с 95 тезиса и с това полага началото на Реформацията. Какво съдържат тезите? Първите тезиси са насочени срещу индулгенциите. Отхвърля властта на папата над чистилището. Поставя под съмнение каноничното право – правото на църквата да взема и дава от името на Бога. Поставя под съмнение богатството на църквата. Накрая като извод от тезисите Лутер поставя под съмнение правото на съществуване на църковния клир и структурите на църквата. Tака Лутер нанася първия удар срещу Римската църква.
Отначало бавно, но след това все по-бързо се разпространява вестта за тезисите му. Идеите му все още не се разбират ясно и се налага да напише обяснение към тях. Той все още не се опълчва открито срещу папата.
През 1519 г. Лутер е поканен на диспут с теолога Йохан Ек. Именно тук той поставя под съмнение законността на тези събори и с това властта на папата. За него е валидно само Писанието, в което липсва църковният институт в съвременния му вид. В отговор папа Лъв X издава була, в която Лутер е отлъчен от църквата.
Окончателният разрив с църквата става през пролетта на 1521 г., когато Лутер е извикан пред германския Райхстаг във Вормс, на който присъства и императорът. Пред него той не се отказва от съчиненията си, защитата му е блестяща, той не приема съда на католическата църква, но приема този на императора. Въпреки това се приема едикт за отлъчването му от църквата, трябва да бъде арестуван. Влиянието му в германските земи е нараснало и едиктът не се изпълнява цялостно; Фридрих Мъдри му дава убежище, където Лутер остава дълги години и продължава да пише своите съчетания. Тогава Лутер превежда библията на немски език.
Ликвидиран е монополът на Римската църква, нанесен е силен удар върху икономическото ѝ състояние. Реформацията носи по-голяма свобода в светската култура и наука. Преминаването на почти цяла Северна Европа към протестанството предизвиква съответната реакция на католическата църква. Започва епохата на т.нар. Контрареформация, засилване на борбата срещу протестанството.

### Последни години
Към края на живота си Мартин Лутер заема крайно антисемитски позиции, обявявайки се за разрушаване на домовете на евреите, изгаряне на синагогите, конфискуване на парите им и ограничаване на свободите им. Тези възгледи правят Лутер силно противоречива фигура за мнозина съвременни историци и теолози.
Лутер умира на 18 февруари 1546 година, на 62-годишна възраст.

## Произведения от Мартин Лутер
-Малък Катехизис 1529
-Голям катехизис
-Превод на Библията на немски
-„За евреите и техните лъжи“, 1543